# Dom von Salò

Dom von Salò

Innenansicht

Der römisch-katholische Dom von Salò (italienisch Duomo di Salò, voller Titel Parrocchia Santa Maria Annunziata) ist eine spätgotische Backsteinbasilika in Salò, die den Übergang von der Gotik zur Renaissance in der lombardischen Architektur verkörpert.

## Baugeschichte
Am 7. Oktober 1453 wurde der Grundstein der neuen Pfarrkirche gelegt, die auf dem Gelände des Vorgängerbaus errichtet wurde. Letzterer ist erstmals 1418 in einer Bulle von Papst Martin V. erwähnt. Daraus geht hervor, dass sich die Einwohner von Salò über den schlechten Bauzustand ihrer Pfarrkirche beklagten. Es wird vermutet, dass sich an gleicher Stelle in früheren Zeiten ein heidnischer Tempel befand. Diese These ist jedoch bislang archäologisch nicht belegt. Die spätgotische Backsteinbasilika entstand nach einem Entwurf des Filippo delle Vacche ab 1453. Der Architekt Filippo delle Vacche, auch Filippo da Caravaggio genannt, war kein unbekannter Baumeister in der Lombardei. Er baute 1466, zusammen mit Giovanni di Fomaggio, den „Coro delle Monache“ (Chor von Santa Giulia) in Brescia. Im Laufe der Zeit fanden zahlreiche Umbauarbeiten und Stuckverzierungen in der Kirche statt: 1594 Errichtung der Kapelle des Allerheiligsten; 1602: Stuckverzierungen in den Seitenkapellen; 1679 Altar und Stuckverzierung der Kapelle der Hl. Teresa; 1727: Erneuerung der rechten Apsis.

## Der Innenraum
Das hohe, wenig beleuchtete Langhaus ist dreischiffig und besteht aus fünf Jochen. Die Spitzbögen sind auf schlanke Trommelsäulen mit Blattkranzkapitellen gesetzt. Gurtbögen für das Gewölbe schließen an die Pilaster an, die über den Trommelsäulen liegen. Vor dem Chor befindet sich eine Pendentifkuppel.

## Der Außenbau

### Die Westfassade
Die schlichte, spätgotische Backsteinfassade präsentiert sich in unvollendeter Marmorverkleidung mit urspr. Rosettenfenster und zwei Nebenportalen. Das Hauptportal stammt aus der Renaissance und wurde von den Tessinern Antonio della Porta und Gaspare da Cairano (1506–1509) geschaffen. Die Westfassade erhält ihre vertikale Struktur durch vier Strebepfeiler, die den ursprünglichen, inneren Raumeindruck wiedergeben. Dieser wurde jedoch 1584 durch das Hinzufügen von Seitenkapellen stark verändert. Welche Funktion hatten die regelmäßig angeordneten Löcher in der Fassade der Kirche? Es handelt sich hierbei um mittelalterliche Gerüstlöcher für Holzsteckkonstruktionen von Baugerüsten, die in ganz Europa weit verbreitet waren.

### Das Hauptportal
Zu sehen sind zwei flankierende Doppelsäulen auf Postamenten mit Tympanon und Dreiecksgiebel. Über den schlanken Säulen erscheinen links der Erzengel Gabriel und rechts Maria in der Verkündigungsszene. Im Tympanon ist auf der linken Seite die Büste von Petrus dargestellt, darüber im Medaillon der Kopf des Propheten Jeremia – rechts die Büste von Johannes dem Täufer und oberhalb der Kopf des Propheten Zacharias. Im Giebel überragt Gottvater, ebenfalls als Halbfigur, das Hauptportal.

### Die Südfassade
Die Südfassade ist geprägt von spätgotischen Fenstern mit gestuftem Kielbogen, die von der venezianischen Architektur übernommen wurden. Terracotta-Rahmen mit Blattmustern und Büste im Scheitel fassen die Fenster ein.

### Der Campanile
Der Campanile zeigt deutlich, wie sukzessive der Turm erhöht wurde. Der untere Teil aus dem 11. und 12. Jahrhundert stammt noch aus der Zeit der Vorgängerbaus. Weitere Ausbauten fanden im 14. und 16. Jahrhundert statt. Die achteckige Kuppel (vermutlich aus dem Jahre 1555, aber mehrfach umgebaut) ragt weit sichtbar heraus.

## Die Ausstattung

### Der Fußboden
Besonders bemerkenswert ist der Boden aus weißen, rosa und schwarzen Marmorplatten mit geometrischen Motiven, die fast einen 3-D-Eindruck beim Betrachter hervorrufen. Im 16. Jahrhundert wurde dieser Boden von Chronisten bereits besonders gewürdigt. Er ist bis heute in den Kirchenschiffen, im Presbyterium und in der Kapelle des Sakraments trotz einiger Erneuerungen in seiner Ursprünglichkeit erhalten.

### Die Kanzel
Im Mittelschiff befindet sich die achteckige Kanzel mit der originalen Wendeltreppe aus dem 15. Jahrhundert und dem Baldachin, während der Balkon 1953 von Abramo Bertasio neu geschaffen wurde.

### Die Kapellen
Die Seitenkapellen im Dom von Salò stammen aus der Renaissance, auch wenn später oftmals ein barocker Altar hinzugefügt wurde. Es handelt sich zumeist um tonnengewölbte Kapellennischen, nur im Süden ist auch eine quadratische Kapelle „Kapelle des Allerheiligsten“ (1594) unter einem Muldengewölbe zu erkennen.

### Der Hochaltar
Aus der Spätgotik stammt das Retabel von Bartolomeo da Isola Dovarese mit Nischenfiguren des Pietro Bussolo (1476–1510). Hier werden alle Schutzheiligen aus der Umgebung dargestellt, die eine Verbindung zum Dom von Salò herstellen sollen. Das Fresko dahinter ist von Palma il Giovane (1602–1605) geschaffen worden. 

Kruzifix von Giovanni Teutonico oder Paolo Moerich

### Das Kruzifix
Das außergewöhnliche spätgotische Kruzifix wurde lange dem deutschen Bildschnitzer Hans von Ulm zugeschrieben. Neueste Forschungen weisen die Skulptur dem Mönch Paolo Moerich zu. Es ist unter dem Chorbogen zu sehen. Es wird berichtet, dass der große Frührenaissance-Maler Andrea Mantegna bereits das Werk zu seiner Zeit gelobt hat. Eine Signatur findet sich auf der linken Wade. Das Kruzifix zeichnet sich durch eine sehr genaue naturalistische Beobachtungsgabe des Bildschnitzers aus. Minuziös ist die von der Dornenkrone zerdrückte Ohrmuschel wiedergegeben, aber auch das weitverzweigte anatomische Adergitter, das aufwendig auf das Apfelholz aufgetragen wurde. Es bringt einen expressiven Gestus in die Skulptur und verkörpert das menschliche Leiden Jesu.

## Gemälde

### Zenon Veronese (1484 – ca. 1552/1554)

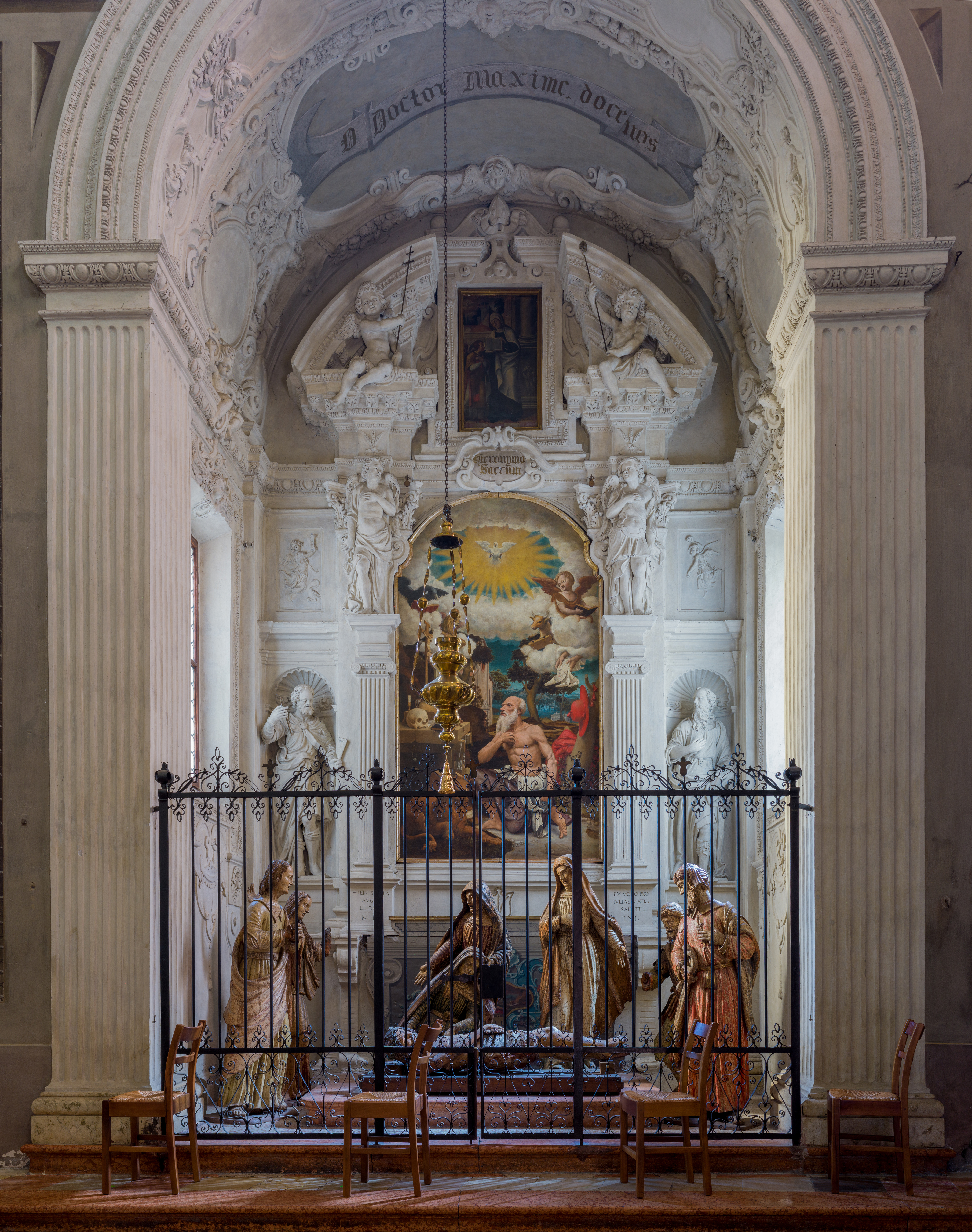
Kapelle des Hl. Hieronymus

Im Dom von Salò befinden sich insgesamt fünf Werke des Künstlers aus Verona, der insbesondere am südwestlichen Ufer des Gardasees tätig war. Seine Malerei wurde von der venezianischen Malerei eines Giorgione und von Correggio am Hofe der Gonzaga in Mantua beeinflusst.
In der 1. Kapelle des Hl. Hieronymus im rechten Seitenschiff schuf Zenon Veronese das Altarbild “Hl. Hieronymus als Büßer”, das vor 1520 entstanden ist. Im Vordergrund ist der Kirchenvater Hieronymus im Büßergewand mit seinem Attribut, dem Löwen, zu sehen. Eine Legende besagt, dass der Hl. Hieronymus dem Löwen einen Dorn aus seiner Tatze gezogen habe und dieser daraufhin gezähmt war und ihn fortan begleitete. Hieronymus (347–420) war ein großer Gelehrter und Kirchenvater (christlicher Autor), der die Bibel (Das alte Testament) vom Hebräischen, aber auch aus dem Altgriechischen ins Lateinische (Vulgata) übersetzte. Daher wird er häufig mit der Bibel und weiteren Büchern dargestellt, um seine Gelehrsamkeit zu symbolisieren. Auch der Totenschädel, das Kruzifix und der Stein, mit dem sich Hieronymus an die Brust schlägt, sind hier auf der linken Seite zu sehen – sie gehören zu seinen Attributen als Eremit. Der Kardinalshut
ist ebenfalls ein wichtiges Symbol von Hieronymus, obwohl er nur der Sekretär des Papstes war, niemals aber ein echter Kardinal. Interessant ist der Hintergrund, wo der Golf von Salò zu erkennen ist, wie auch die Kirche S. Maria Annunziata in der Doppelung, direkt hinter dem Hl. Hieronymus und in der Ferne am rechten oberen Bildrand. Das minutiös wiedergegebene Lazarett auf der rechten Seite befand sich einst auf dem Gelände des Kirchenfriedhofs. Über dem Altarbild ist ein kleines Gemälde der Hl. Anna in den Rahmen integriert.
An der nächsten Wand im rechten Seitenschiff ist das Altarbild „Der hl. Paulinus von Nola zwischen den Heiligen Johannes dem Täufer und Petrus“ zu sehen. Der heilige Paulinus von Nola (354–431) war ein spätantiker Bischof und Schriftsteller. Er ist auf einem Thron sitzend, zentral in die Mitte des Bildes platziert, links flankiert von Johannes dem Täufer mit dem Lamm Gottes in der Hand und rechts von Petrus mit dem Schlüssel. Die leichte Hügellandschaft zeigt die für die Renaissance typische Verbläuung des Hintergrunds. Monica Ibsen hat das Werk auf die Zeit zwischen 1515 und 1518 datiert. Auffallend ist die intensive Farbigkeit des leuchtend roten Umhangs von Johannes und des orangefarbenen Mantels von Petrus. Der Einfluss der Farbigkeit aus der venezianischen Malerei wird deutlich.
Das dritte Altarbild “Die Beweinung” befindet sich zwischen der zweiten und dritten Kapelle, stammt aus der ehemaligen Corpus Domini-Kapelle und ist von Zenon Veronese signiert und auf 1513 datiert.
Es war sein erstes Werk auf Leinwand mit dem Thema „Beweinung“, später folgten drei ähnliche Darstellungen. Diese frühe Arbeit zeigt den starken Einfluss von nordischen Kupferstechern bei der Konstruktion von Fluchtlinien, aber auch die Bilderfindung ist hier deutlich dem niederländischen Einfluss zuzuordnen. Sieben Personen sind bei der Beweinung um den am Boden liegenden Christus versammelt. Links Joseph von Arimathia, der das Leichentuch von Jesus hält und seinen Kopf und Oberkörper stützt, am anderen Ende des Tuches der Pharisäer und Schriftgelehrte Nikodemus mit dem Turban, der die Beine Christi empor hebt. Maria Magdalena hält den linken Arm von Jesus mit beiden Händen und bildet zusammen mit ihm eine typische Dreiecksstruktur. Sie ist in einem leuchtend roten Kleid dargestellt, während die Gottesmutter in blauem Mantel unscheinbar wirkt, der Ohnmacht nahe ist und im Hintergrund von Maria des Kleophas und Salome gestützt wird. Johannes befindet sich hinter Joseph von Arimathia und ist mit einem dunkelroten Umhang bekleidet – er bildet eine Blickachse zu Christus und gleichzeitig die Spitze einer Dreieckskonstruktion zwischen Maria Magdalena, Jesus und Joseph von Arimathia.
In der 4. Kapelle ist das 4. Werk “Der Abstieg von Christus in den Limbus” aus dem Jahre 1537 zu erkennen. Den Begriff Limbus gibt es erst seit dem Ende des 12. Jahrhunderts; er beschreibt eine Art „Vorhölle“, die jedoch nicht in der Bibel erwähnt wird. Zu sehen ist der auferstandene Jesus Christus am linken Bildrand, der gemäß der Tradition des Limbus patrum (Limbus der Väter) alle gestorbenen Frommen und Gerechten befreit. Christus zeigt mit seiner rechten Hand nach oben auf die Stammeltern Adam und Eva, die er nun von der Erbsünde befreit hat, und gleichzeitig steht er vor dem Höllentor und erlöst die friedlich betenden und an Gott glaubenden Menschen dort. Anders als bei den vorangegangenen Gemälden stehen hier die körperlichen Proportionen im Vordergrund.
Vor dem Chor auf der rechten Seite befindet sich die “Geburt Christi” von 1520, die für den Altar von San Giuseppe gefertigt wurde. Ursprünglich wurden zwei Leinwände von Zenon Veronese für den linken und den rechten Altar geschaffen. Bei einem Brand wurde jedoch der linke Altar zerstört und 1689 durch die „Anbetung der Könige" von Andrea Celesti ersetzt.
Die „Geburt Christi“ zeigt Einflüsse von Tizian, den Zenon Veronese auf seiner Reise nach Venedig gesehen hat, aber auch die Nähe zu Romanino. Die Figur der Madonna ist besonders von dem Licht und der Farbe der venezianischen Malerei geprägt.

### Romanino (ca. 1484 – ca. 1560)
Das Werk „Der Hl. Antonius und Stifter“ entstand im Jahre 1529 und stammt ursprünglich aus der Kirche San Bernardino. Antonius war der Schutzpatron der Griffis. Im Bild ist rechts unten kniend ein Familienmitglied der Griffis dargestellt, der Stifter des Altarbildes. Zu sehen ist der Heilige in monumentaler Größe mit bewegter Landschaftskulisse im Hintergrund.

### Andrea Celesti (1637–1712)
Der venezianische Barockmaler Andrea Celesti stammte zwar gebürtig aus einer Künstlerfamilie in Venedig, floh jedoch von dort nach Maderno und bekam auf der terra ferma, rund um den Gardasee, zahlreiche Altaraufträge. Im Dom von Desenzano befinden sich einige Werke von ihm – im Dom von Salò nur ein einziges Altarbild. Dieses wurde am linken Altar, der der Heiligen Katharina geweiht war, nach einem Brand im Jahre 1689 neu eingefügt, da das vorherige Altarbild von Zenon Veronese durch die Flammen zerstört worden war. Zu sehen ist Maria am äußersten linken Bildrand im roten Kleid, mit blauem Mantel und dem Jesuskind auf dem Arm. Sie hat ihren rechten Fuß auf einen Stein gestützt und wird in einer bewegten Haltung dargestellt. Zusammen mit Joseph hinter ihr und dem nieder knienden Hl. König bildet sie eine Diagonale. Die Lichtregie in diesem Werk kommt vom linken oberen Bildrand und taucht nur Maria, das Jesuskind und Melchior (hebräisch: König des Lichtes) sowie das mitgebrachte Gold auf dem roten Kissen in den Lichtstrahl. Melchior weist mit großer Geste auf die mitgebrachten, im Licht funkelnden Geschenke.

### Guglielmo Veneziano
Das Polyptychon ist das älteste Kunstwerk im Dom von Salò und wird von Monica Ibsen auf vor 1370 datiert. Dargestellt sind von links: Johannes der Täufer, der Hl. Faustino und der Evangelist Johannes – in der Mitte die thronende Madonna mit Kind und rechts: Hl. Nikolaus, Hl. Petrus und Hl. Bartholomeus. Es ist schwierig herauszufinden, wer der Urheber des Polyptychons wirklich gewesen sein mag, aber deutlich wird der künstlerische Bezug zu Venedig, wo es zahlreiche Vorbilder von Paolo und Lorenzo Veneziano oder auch Jacobello del Fiore gab.